# Елагин, Алексей Илларионович
Алексей Илларионович Елагин (11 мая 1923, пос. Луговской, Зилаирский кантон, Башкирская АССР, РСФСР — 22 июля 2016, Москва, Российская Федерация) — советский военный деятель, начальник Научно-исследовательскиго института Генерального штаба Министерства обороны СССР, лауреат Государственной премии СССР, кандидат военных наук, генерал-майор (1972).

## Биография
Окончил Новосергиевскую среднюю школу.
26 июня 1941 года призван в РККА и направлен в Ленинградское военное училище связи имени Ленсовета.
С января 1942 года на фронте в составе 56-й армии. Принимал участие в боях на Южном, Закавказском, Северо-Кавказском фронтах, в Крыму. Воевал начальником связи отдельного пулемётно-артиллерийского батальона, заместителем командира роты, с ноября 1943 года — помощником начальника штаба — начальником связи гвардейского зенитно-артиллерийского полка в Отдельной Приморской армии. Окончил войну в звании гвардии капитана.
В послевоенное время окончил курсы усовершенствования офицеров-связистов в Киеве и с 1947 года проходил службу начальником штаба батальона связи в 57-й гвардейской стрелковой дивизии ГСВГ, с 1950 — в батальоне связи 10-го стрелкового корпуса Одесского военного округа (Кишинёв), затем до 1952 года в штабе Одесского военного округа.
В 1956 году окончил Военную Академию Советской Армии. С 1956 по 1967 год находился на военно-дипломатической и разведывательной работе под прикрытием работы в МИД СССР в Австрии с коротким перерывом в 1961—1962 годах, когда работал в Европейском управлении МИД, стал советником посольства и руководителем резидентуры. С 1967 года был начальником управления в центральном аппарате МИД, с 1971 года — советник посольства и руководитель резидентуры ГРУ в ФРГ. 
С 1976 по 1988 год — начальник НИИ Генштаба Министерства обороны. В 1984 году ему была присвоена учёная степень кандидата военных наук.
После выхода в отставку — председатель Совета ветеранов Хорошевского района Москвы.

## Награды и звания
Награждён 6 орденами: 4 ордена Красной Звезды, орден Отечественной войны I степени, орден «За службу Родине в Вооружённых Силах СССР» III степени, медалями (в том числе «За боевые заслуги» (1961), «За трудовую доблесть», «За оборону Кавказа», «За победу над Германией в Великой Отечественной войне 1941—1945 гг.»).
Лауреат Государственной премии СССР 1988 года за работу в области специальной техники.